# UA-IX

Официальный логотип

UA-IX — украинская точка обмена интернет-трафиком, функционирующая с августа 2000 года.
Обеспечивает максимальную связность сетей украинских провайдеров и организацию эффективного обмена трафиком между ними по кратчайшим маршрутам, без выхода в зарубежные сети.

По состоянию на сентябрь 2020 года объединяет между собой 201 провайдера из всех регионов Украины с суммарным трафиком 700 Гбит/сек .
C февраля 2009 года является участником euro-ix.
Благодаря установке в январе 2009 года нового 24-портового 10GbE-коммутатора «Extreme Networks Summit X650» пропускная способность сети UA‑IX выросла в полтора раза - до 780 Гбит/с. Необходимость введения в эксплуатацию этого оборудования была обусловлена постоянно растущим количеством пользователей Сети, требующих высокоскоростных включений. Кроме того, этот коммутатор в перспективе позволит производить подключения пользователей на скоростях 40 или 100 Гбит/с.
Суммарный пиковый трафик на октябрь 2011 года составляет больше 400 Гбит/с. По состоянию на август 2016 года, всего в точку обмена трафиком UA‑IX входит 168 участников.
Особенностью UA‑IX, отличающей её от других европейских точек обмена трафиком, является запрет на установление непосредственных пиринговых отношений между участниками, требование к участникам анонсировать свои сети в UA‑IX и требование наивысшего приоритета принимаемых от UA‑IX анонсов. Кроме того, для включения нового члена в UA‑IX необходимо общее голосование участников.